# 수집품
수집품(蒐集品, Collectable)은 수집의 대상으로 여겨지거나 이미 수집된 물품이다. 골동품, 기념품 등이 대표적인 수집품이다.

## 법률
대한민국의 관세법에서는 희소성이 있는 수집품에는 면세를 적용하고 있다. 초신성 플래시맨 촬영의상을 수집한 한국인이 관세평가분류원에서 면세 결정을 받은 적이 있다.